# Богдан, Валерия Дмитриевна
Валерия Дмитриевна Богдан (бел. Валерыя Дзмітрыеўна Богдан; род. 12 июня 2000, Барановичи, Брестская область) — белорусская футболистка, защитница московского «Спартака» и сборной Белоруссии.

## Биография
В 12 лет записалась на факультатив по футболу. Воспитанница барановичской ДЮСШ-5, первый тренер — Валерий Владимирович Гладкий. Первое время выступала на городских соревнованиях, затем на областных. Спортсменка представляла Брестскую область на республиканских турнирах. На одном из них талантливого подростка заметили тренеры училища олимпийского резерва и предложили переехать в Минск. Выступала за РДУОР (2015—2018), «Ислочь-РГУОР» из Минской области (2019) и минскую «Зорку-БДУ» (2020). В 2021 году перешла в футбольный клуб «Минск».
С декабря 2023 года — игрок московского «Спартака». Первый матч за команду провела 31 марта 2024 года против «Крыльев Советов». Бронзовый призёр чемпионата России 2024.
Выступала за девичьи (до-15 и до-17) и женскую молодёжную (до-19) сборные Беларуси. Имеет опыт выступлений за сборную Беларуси, за которую дебютировала в 2020 году в матче отборочного турнира чемпионата Европы против женской сборной Фарерских островов.